# Новопокровська сільська рада (Ізмаїльський район)
Новопокро́вська сільська́ ра́да — колишня адміністративно-територіальна одиниця та орган місцевого самоврядування в Ізмаїльському районі Одеської області. Адміністративний центр — село Нова Покровка.

## Загальні відомості
- Територія ради: 27,65 км²
- Населення ради: 879 осіб (станом на 2001 рік)

## Населені пункти
Сільській раді підпорядковані населені пункти:
- с. Нова Покровка

## Населення
Згідно з переписом 1989 року населення сільської ради становило 883 особи, з яких 420 чоловіків та 463 жінки.
За переписом населення 2001 року в сільській раді мешкала 871 особа.

### Мова
Розподіл населення за рідною мовою за даними перепису 2001 року:
| Мова       | Відсоток |
| ---------- | -------- |
| румунська  | 76,56 %  |
| російська  | 19 %     |
| болгарська | 3,41 %   |
| гагаузька  | 0,23 %   |
| українська | 0,23 %   |

## Склад ради
Рада складається з 12 депутатів та голови.
- Голова ради: Гуцага Борис Іванович
- Секретар ради: Єремія Надія Петрівна

### Керівний склад попередніх скликань
| Прізвище, ім'я, по батькові | Основні відомості                                                          | Дата обрання | Дата звільнення |
| --------------------------- | -------------------------------------------------------------------------- | ------------ | --------------- |
| Жалоба Валентина Іванівна   | Сільський голова, 1959 року народження, член Соціалістичної партії України | 26.03.2006   | 31.10.2010      |

Примітка: таблиця складена за даними сайту Верховної Ради України

### Депутати
За результатами місцевих виборів 2010 року депутатами ради стали:

#### За суб'єктами висування
| Суб'єкт висування          | Кількість обраних депутатів | %    |
| -------------------------- | --------------------------- | ---- |
| Самовисування              | 13                          | 92,9 |
| Партія Пенсіонерів України | 1                           | 7,1  |

#### За округами
| № округу                   | Прізвище, ім'я, по батькові   | Дата визнання обраним | Освіта  | Партійна приналежність             | Відомості про обраного депутата                                         |
| -------------------------- | ----------------------------- | --------------------- | ------- | ---------------------------------- | ----------------------------------------------------------------------- |
| Партія Пенсіонерів України |                               |                       |         |                                    |                                                                         |
| 6                          | Миця Катерина Степанівна      | 03.11.2010            | середня | член Партії пенсіонерів України    | управління праці та соціального захисту населення, соціальний працівние |
| Самовисування              |                               |                       |         |                                    |                                                                         |
| 1                          | Жалба Наталія Дмитрівна       | 03.11.2010            | вища    | член Соціалістичної партії України | Новопокровська загальноосвітня школа, вчитель                           |
| 2                          | Гросу Іван Степанович         | 03.11.2010            | середня | позапартійний                      | пенсіонер                                                               |
| 3                          | Жалба Валентина Костянтинівна | 03.11.2010            | середня | член Соціалістичної партії України | Новопокровський фельдшерський пункт, завідувачка                        |
| 4                          | Ігнат Ніна Яковлівна          | 03.11.2010            | вища    | позапартійна                       | Новопокровська загальноосвітня школа, вчитель                           |
| 5                          | Лупя Феодора Петрівна         | 03.11.2010            | вища    | позапартійна                       | Новопокровська ВЗ, начальник                                            |
| 7                          | Верстюк Алла Панасівна        | 03.11.2010            | середня | член Партії регіонів               | тимчасово не працює                                                     |
| 8                          | Лупан Петро Петрович          | 03.11.2010            | середня | позапартійний                      | «Дорбудтранс», машиніст                                                 |
| 9                          | Булгару Маріана Василівна     | 03.11.2010            | середня | позапартійна                       | Новопокровський сільський клуб, завідувач сільського клубу              |
| 10                         | Морозова Світлана Михайлівна  | 03.11.2010            | середня | член Соціалістичної партії України | Новопокровський фельдшерський пункт, патронажна сестра                  |
| 11                         | Єремія Ірина Акиндинівна      | 03.11.2010            | середня | член Партії регіонів               | Новопокровська сільська рада, секретар                                  |
| 12                         | Пєєва Тетяна Василівна        | 03.11.2010            | середня | позапартійна                       | Новопокровська загальноосвітня школа, комірник                          |
| 13                         | Єремія Зінаїда Тимофіївна     | 03.11.2010            | вища    | позапартійна                       | Новопокровська сільська рада, головний бухгалтер                        |
| 14                         | Ігнат Катерина Михайлівна     | 03.11.2010            | вища    | член Партії регіонів               | Утконосівська амбулаторія, головний лікар                               |